# ♂
♂ est le symbole pour :
- Le masculin, ou le mâle, par opposition à ♀, qui représente le féminin, ou la femelle.
- la planète Mars ;
- en alchimie, le fer ;
- plante bisannuelle ;
- le logo du constructeur automobile Volvo car il est « l’un des idéogrammes les plus anciens et les plus courants de la culture occidentale » selon un communiqué de la marque[1].

## Origine
Le symbole ♂ est constitué d'un cercle et d'une flèche qui, dans l'opinion populaire, représentent respectivement le bouclier et la lance du dieu romain Mars (voir les représentations de Mars).
Pour le monde médical, il représente une verge en érection (s'opposant ainsi au symbole féminin censé représenter la femme qui enfante).
Selon William T. Stearn, qui cite Claude Saumaise, il dériverait plutôt de θρ, abréviation de Thouros (θοῦρος), autre appellation de la planète Mars dans l'antiquité grecque (de même que le symbole féminin ♀, d'après un consensus actuel apparent, dérive de l'initiale de Phōsphoros (Φωσϕόρος), une des appellations de la planète Vénus, toujours dans l'antiquité grecque).

## Saisie informatique
Le code HTML ou Unicode est &#9794;